# Пермінвар
Пермінва́р (англ. perminvar, від perm(eability) — проникність та invar(iable) — незмінність, сталість) — загальна назва легованих пермалоїв, що містять 40...50% Ni, 30% Fe, 23...25% Co і добавки Cr, Мо; відзначаються сталістю магнітних властивостей при дії магнітних полів та зміні температури і малими втратами на гістерезис у слабких полях. Розроблені у 20-х роках 20-го століття у США.
До цих сплавів відносяться сплави марок 40НКМП, 40НКМЛ (39,3...40,7% Ni, 24,5...26% Co, 3,8...4,2% Mo, решта Fe) і 47НК (46...48% Ni, 22,5...23,5% Co, решта Fe) і їх ще відносять до групи сплавів з низькою залишковою індукцією .
За структурою це однофазний твердий розчин з гранецентрованою ґраткою (γ-фаза).

## Характеристики
Сплави мають хорошу здатність до оброблення різанням і тиском, можуть вальцюватись до мікронної товщини. Зварюваність сплавів добра.
Магнітна проникність цього сплаву {\displaystyle \mu _{a}} = 1000...1800 Ґс/Е і практично залишається сталою до напруженості поля Н = 240 А/м та індукції В = 0,1 Тл. 
Сплави характеризуються високою лінійністю кривої намагнічування в інтервалі індукцій 0... 1,2 Тл. Відрізняються між собою в основному рівнем проникності та ступенем лінійності у слабких полях.
Характерні магнітні властивості сплавів з низькою залишковою індукцією формуються в процесі термомагнітної обробки у поперечному магнітному полі, при якій магнітне осердя при високих температурах (550...600 °С) піддають впливу магнітного поля, напрям якого перпендикулярний до напряму експлуатаційного намагнічування осердя. Після такої обробки сплави чутливі до механічних напружень. Сплави є корозієстійкими при температурі 15...35 °С і відносній вологості не більше 40%.
Пермінвар 47НК після такої обробки має значення магнітної проникності {\displaystyle \mu _{a}} = 1000...1200 Ґс/Е , при цьому її зміни в діапазоні напруженості полів 0...800 А/м не перевищують 10...15%; намагніченість насичення сплаву 1,5 Тл; температура Кюрі 600 °С. 

## Використання
Пермінвари використовуються в радіоелектроніці і техніці зв'язку для виготовлення високостабільних осердь трансформаторів і дроселів з мінімальними спотвореннями сигналу, що перетворюється.